# Vanilla chamissonis
Vanilla chamissonis é uma espécie de orquídea de hábito escandente e crescimento reptante que existe da Guiana Francesa ao Paraguai e nordeste da Argentina, além de todo o Brasil. São plantas clorofiladas de raízes aéreas; sementes crustosas, sem asas; e inflorescências de flores de cores pálidas que nascem em sucessão, de racemos laterais.
Esta espécie pode ser reconhecida entre as Vanilla por apresentar caules grossos e quebradiços, labelo claramente trilobado, mais longo que as sépalas; grandes folhas carnosas alongadas, oblongas; frutos volumosos medindo até 22 por 3 centímetros; e flores grandes com sépalas medindo até 6,5 centímetros de comprimento com extremidade levemente aguçada.